# Marcus Macauley
Marcus Pape Macauley (Monrovia, 27 ottobre 1991) è un calciatore liberiano, centrocampista svincolato.

## Statistiche

### Cronologia presenze e reti in nazionale
| Cronologia completa delle presenze e delle reti in nazionale ― Liberia | Cronologia completa delle presenze e delle reti in nazionale ― Liberia | Cronologia completa delle presenze e delle reti in nazionale ― Liberia | Cronologia completa delle presenze e delle reti in nazionale ― Liberia | Cronologia completa delle presenze e delle reti in nazionale ― Liberia | Cronologia completa delle presenze e delle reti in nazionale ― Liberia | Cronologia completa delle presenze e delle reti in nazionale ― Liberia | Cronologia completa delle presenze e delle reti in nazionale ― Liberia |
| Data                                                                   | Città                                                                  | In casa                                                                | Risultato                                                              | Ospiti                                                                 | Competizione                                                           | Reti                                                                   | Note                                                                   |
| ---------------------------------------------------------------------- | ---------------------------------------------------------------------- | ---------------------------------------------------------------------- | ---------------------------------------------------------------------- | ---------------------------------------------------------------------- | ---------------------------------------------------------------------- | ---------------------------------------------------------------------- | ---------------------------------------------------------------------- |
| 24-7-2011                                                              | Monrovia                                                               | Liberia                                                                | 3 – 2                                                                  | Gambia                                                                 | Amichevole                                                             | 1                                                                      | Ingresso                                                               |
| 14-8-2011                                                              | Monrovia                                                               | Liberia                                                                | 0 – 0                                                                  | Niger                                                                  | Amichevole                                                             | -                                                                      |                                                                        |
| 15-2-2012                                                              | Monrovia                                                               | Liberia                                                                | 0 – 2                                                                  | Nigeria                                                                | Amichevole                                                             | -                                                                      | 46’                                                                    |
| 2-6-2012                                                               | Dakar                                                                  | Senegal                                                                | 3 – 1                                                                  | Liberia                                                                | Qual. Mondiali 2014                                                    | -                                                                      | 79’                                                                    |
| 4-9-2012                                                               | Monrovia                                                               | Liberia                                                                | 1 – 0                                                                  | Malawi                                                                 | Amichevole                                                             | -                                                                      | 68’                                                                    |
| 11-9-2012                                                              | Monrovia                                                               | Liberia                                                                | 2 – 0                                                                  | Ghana                                                                  | Amichevole                                                             | -                                                                      | 58’                                                                    |
| 9-10-2012                                                              | Niamey                                                                 | Niger                                                                  | 4 – 3                                                                  | Liberia                                                                | Amichevole                                                             | 1                                                                      | 68’                                                                    |
| 27-5-2013                                                              | Baghdad                                                                | Iraq                                                                   | 0 – 1                                                                  | Liberia                                                                | Amichevole                                                             | 1                                                                      |                                                                        |
| 7-9-2013                                                               | Cabinda                                                                | Angola                                                                 | 4 – 1                                                                  | Liberia                                                                | Qual. Mondiali 2014                                                    | 1                                                                      |                                                                        |
| 8-10-2015                                                              | Monrovia                                                               | Liberia                                                                | 1 – 1                                                                  | Guinea-Bissau                                                          | Qual. Mondiali 2018                                                    | -                                                                      | 76’                                                                    |
| 11-6-2017                                                              | Harare                                                                 | Zimbabwe                                                               | 3 – 0                                                                  | Liberia                                                                | Qual. Coppa d'Africa 2019                                              | -                                                                      |                                                                        |
| 11-6-2021                                                              | Tunisi                                                                 | Mauritania                                                             | 1 – 0                                                                  | Liberia                                                                | Amichevole                                                             | -                                                                      |                                                                        |
| 14-6-2021                                                              | Tunisi                                                                 | Libia                                                                  | 0 – 1                                                                  | Liberia                                                                | Amichevole                                                             | -                                                                      | 85’                                                                    |
| 3-9-2021                                                               | Lagos                                                                  | Nigeria                                                                | 2 – 0                                                                  | Liberia                                                                | Qual. Mondiali 2022                                                    | -                                                                      | 82’                                                                    |
| 6-9-2021                                                               | Douala                                                                 | Liberia                                                                | 1 – 0                                                                  | Rep. Centrafricana                                                     | Qual. Mondiali 2022                                                    | -                                                                      | Cap.                                                                   |
| 7-10-2021                                                              | Accra                                                                  | Liberia                                                                | 1 – 2                                                                  | Capo Verde                                                             | Qual. Mondiali 2022                                                    | -                                                                      |                                                                        |
| 10-10-2021                                                             | Praia                                                                  | Capo Verde                                                             | 1 – 0                                                                  | Liberia                                                                | Qual. Mondiali 2022                                                    | -                                                                      | 43’                                                                    |
| 13-11-2021                                                             | Tangeri                                                                | Liberia                                                                | 0 – 2                                                                  | Nigeria                                                                | Qual. Mondiali 2022                                                    | -                                                                      | Cap. 82’                                                               |
| 16-11-2021                                                             | Tangeri                                                                | Liberia                                                                | 3 – 1                                                                  | Rep. Centrafricana                                                     | Qual. Mondiali 2022                                                    | 1                                                                      | Cap.                                                                   |
| 13-6-2022                                                              | Casablanca                                                             | Liberia                                                                | 0 – 2                                                                  | Marocco                                                                | Qual. Coppa d'Africa 2023                                              | -                                                                      | 53’                                                                    |
| 25-9-2022                                                              | Alessandria d'Egitto                                                   | Niger                                                                  | 0 – 0                                                                  | Liberia                                                                | Amichevole                                                             | -                                                                      | 82’                                                                    |
| 27-9-2022                                                              | Alessandria d'Egitto                                                   | Egitto                                                                 | 3 – 0                                                                  | Liberia                                                                | Amichevole                                                             | -                                                                      | Cap. 77’                                                               |
| 24-3-2023                                                              | Soweto                                                                 | Sudafrica                                                              | 2 – 2                                                                  | Liberia                                                                | Qual. Coppa d'Africa 2023                                              | -                                                                      | 67’                                                                    |
| 28-3-2023                                                              | Monrovia                                                               | Liberia                                                                | 1 – 2                                                                  | Sudafrica                                                              | Qual. Coppa d'Africa 2023                                              | -                                                                      | 71’                                                                    |
| 14-10-2023                                                             | Monrovia                                                               | Liberia                                                                | 2 – 3                                                                  | Libia                                                                  | Amichevole                                                             | -                                                                      | 77’                                                                    |
| 17-10-2023                                                             | Agadir                                                                 | Marocco                                                                | 3 – 0                                                                  | Liberia                                                                | Qual. Coppa d'Africa 2023                                              | -                                                                      | 83’                                                                    |
| 20-11-2023                                                             | Monrovia                                                               | Liberia                                                                | 3 – 0 tav                                                              | Guinea Equatoriale                                                     | Qual. Mondiali 2026                                                    | -                                                                      | 73’                                                                    |
| 20-3-2024                                                              | Marrakech                                                              | Gibuti                                                                 | 0 – 2                                                                  | Liberia                                                                | Qual. Coppa d'Africa 2025                                              | -                                                                      | 82’                                                                    |
| Totale                                                                 |                                                                        | Presenze                                                               | 28                                                                     |                                                                        | Reti                                                                   | 5                                                                      |                                                                        |

## Palmarès

### Club

#### Competizioni nazionali
- Coppa di Giordania: 1

Al-Ahli: 2015-2016
- Supercoppa di Giordania: 1

Al-Ahli: 2016